# ソーマ化粧品
ソーマ化粧品株式会社（SOMA COSMETICS Co.,LTD.）は、大阪府大阪市中央区に本社を置く化粧品販売会社である。1933年創業。

## 会社概要
ハチミツ、卵黄油、ローヤルゼリーなどからつくられる同社独自の「ソーマ原液」を元にスキンケア用などの化粧品を開発販売している。
訪販型化粧品メーカーの中では40年以上の歴史を持ち、古参企業の一つとしてその名を知られる。
元々は神戸で化粧品販売業として創業されたが、創業者の小村幸一が当時の医師グループによる、化粧品の有害性についての告発がされたため、小村が肌に安全な成分を用いて前述の「ソーマ原液」を開発したことにより、独自の手法で化粧品販売が今日まで続けられている。

## 沿革
- 1933年：創業者・小村幸一により神戸で創業
- 1949年：化粧品の安全性の確立されていなかった時代に、化粧品の安全性を求めて「ソーマ原液」の開発を始める
- 1956年：「ソーマ原液」完成。各種化粧品へ応用される
- 1965年：ソーマ化粧品の訪販体制を確立すべく、販売部門で同社の前身となる「小村通商」を設立
- 1968年：小村通商株式会社をソーマ化粧品株式会社へ改組